# أوكلاند (كاليفورنيا)

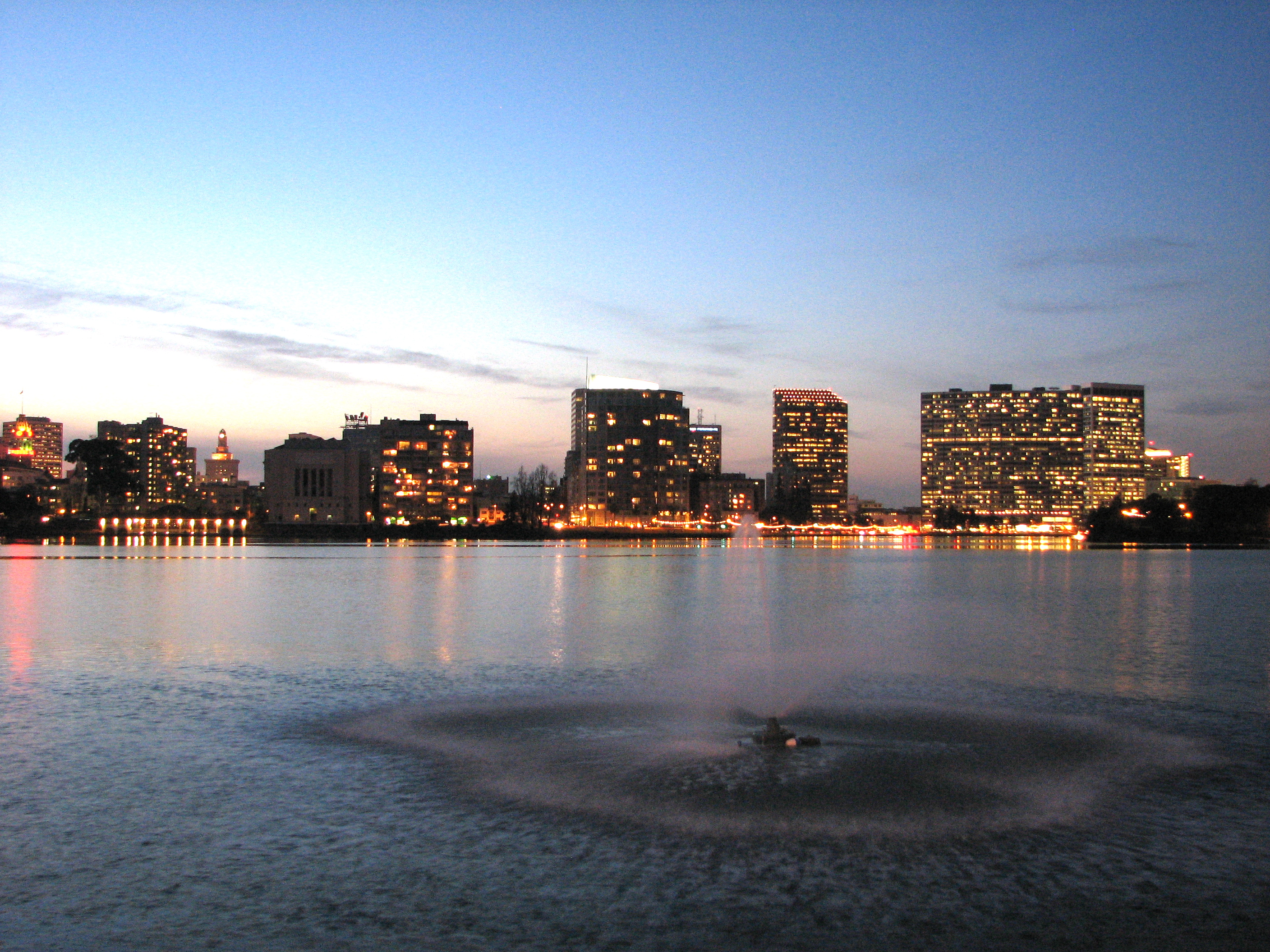
وسط المدينة من بحيرة ميريت

اوكلاند مدينة أمريكية تقع في ولاية كاليفورنيا، وتعتبر من أهم مدن الساحل الغربي واحد أكبر الموانئ علي خليج سان فرانسيسكو وجميع مدن شمال كاليفورنيا. وتعتبر ثامن أكبر مدينة في ولاية كاليفورنيا، يبلغ عدد سكانها 395817. تأسست في عام 1852، أوكلاند هي مقر المقاطعة في مقاطعة ألاميدا. وهو محور النقل الرئيسية والمركز التجاري للمنطقة بأسرها، وأيضا المدينة الرئيسية في منطقة خليج سان فرانسيسكو المنطقة المعروفة باسم شرق خليج. وتقع المدينة مباشرة عبر الشرق ستة أميال من خليج سان فرانسيسكو.

## المناخ
يظهر الجدول التالي التغييرات المناخية على مدار السنة لأوكلاند:
| البيانات المناخية لـأوكلاند          | البيانات المناخية لـأوكلاند | البيانات المناخية لـأوكلاند | البيانات المناخية لـأوكلاند | البيانات المناخية لـأوكلاند | البيانات المناخية لـأوكلاند | البيانات المناخية لـأوكلاند | البيانات المناخية لـأوكلاند | البيانات المناخية لـأوكلاند | البيانات المناخية لـأوكلاند | البيانات المناخية لـأوكلاند | البيانات المناخية لـأوكلاند | البيانات المناخية لـأوكلاند | البيانات المناخية لـأوكلاند |
| الشهر                                | يناير                       | فبراير                      | مارس                        | أبريل                       | مايو                        | يونيو                       | يوليو                       | أغسطس                       | سبتمبر                      | أكتوبر                      | نوفمبر                      | ديسمبر                      | المعدل السنوي               |
| ------------------------------------ | --------------------------- | --------------------------- | --------------------------- | --------------------------- | --------------------------- | --------------------------- | --------------------------- | --------------------------- | --------------------------- | --------------------------- | --------------------------- | --------------------------- | --------------------------- |
| الدرجة القصوى °ف (°م)                | 78 (26)                     | 81 (27)                     | 88 (31)                     | 97 (36)                     | 105 (41)                    | 106 (41)                    | 103 (39)                    | 99 (37)                     | 109 (43)                    | 103 (39)                    | 84 (29)                     | 75 (24)                     | 109 (43)                    |
| متوسط درجة الحرارة الكبرى °ف (°م)    | 58.1 (14.5)                 | 61.6 (16.4)                 | 63.9 (17.7)                 | 66.3 (19.1)                 | 68.7 (20.4)                 | 71.5 (21.9)                 | 72.0 (22.2)                 | 73.0 (22.8)                 | 74.1 (23.4)                 | 71.7 (22.1)                 | 64.6 (18.1)                 | 58.3 (14.6)                 | 67.0 (19.4)                 |
| متوسط درجة الحرارة الصغرى °ف (°م)    | 44.3 (6.8)                  | 46.8 (8.2)                  | 48.5 (9.2)                  | 50.0 (10.0)                 | 52.7 (11.5)                 | 55.0 (12.8)                 | 56.2 (13.4)                 | 57.5 (14.2)                 | 57.1 (13.9)                 | 54.4 (12.4)                 | 49.1 (9.5)                  | 44.7 (7.1)                  | 51.4 (10.8)                 |
| أدنى درجة حرارة °ف (°م)              | 30 (−1)                     | 29 (−2)                     | 34 (1)                      | 37 (3)                      | 43 (6)                      | 48 (9)                      | 51 (11)                     | 50 (10)                     | 48 (9)                      | 43 (6)                      | 36 (2)                      | 26 (−3)                     | 26 (−3)                     |
| معدل هطول الأمطار إنش (مم)           | 4.71 (120)                  | 4.50 (114)                  | 3.39 (86)                   | 1.42 (36)                   | 0.77 (20)                   | 0.12 (3.0)                  | —                           | 0.06 (1.5)                  | 0.25 (6.4)                  | 1.37 (35)                   | 2.89 (73)                   | 4.48 (114)                  | 23.96 (609)                 |
| متوسط الأيام الممطرة (≥ 0.01 in)     | 10.8                        | 10.5                        | 10.6                        | 5.9                         | 3.4                         | 1.0                         | 0.1                         | 0.4                         | 1.2                         | 3.6                         | 7.9                         | 10.4                        | 65.8                        |
| المصدر: NOAA (extremes 1970–present) |                             |                             |                             |                             |                             |                             |                             |                             |                             |                             |                             |                             |                             |

## توأمة
لأوكلاند (كاليفورنيا) اتفاقيات توأمة مع كل من:
- سانتياغو دي كوبا
- فونشال
- ليفورنو
- فوكوكا
- ناخودكا
- سيكوندي تاكورادي
- داليان
- أوتشو ريوس
- أكادير
- دا نانغ
- أولان باتور

## أعلام
- صموئيل إس. مونتاغيو
- تشارلز تاونز
- بيلي جو آرمسترونغ
- مارك هاميل
- ماهرشالا علي
- هيوي ب نيوتن
- توماس شيلينغ
- زيندايا
- جاك فانس